# Kappelshamn
Kappelshamn is een plaats in de gemeente, landschap en eiland Gotland en de provincie Gotlands län in Zweden. De plaats heeft 112 inwoners (2005) en een oppervlakte van 70 hectare.

## Verkeer en vervoer
Bij de plaats loopt de Länsväg 149.